# Pató Pál Párt

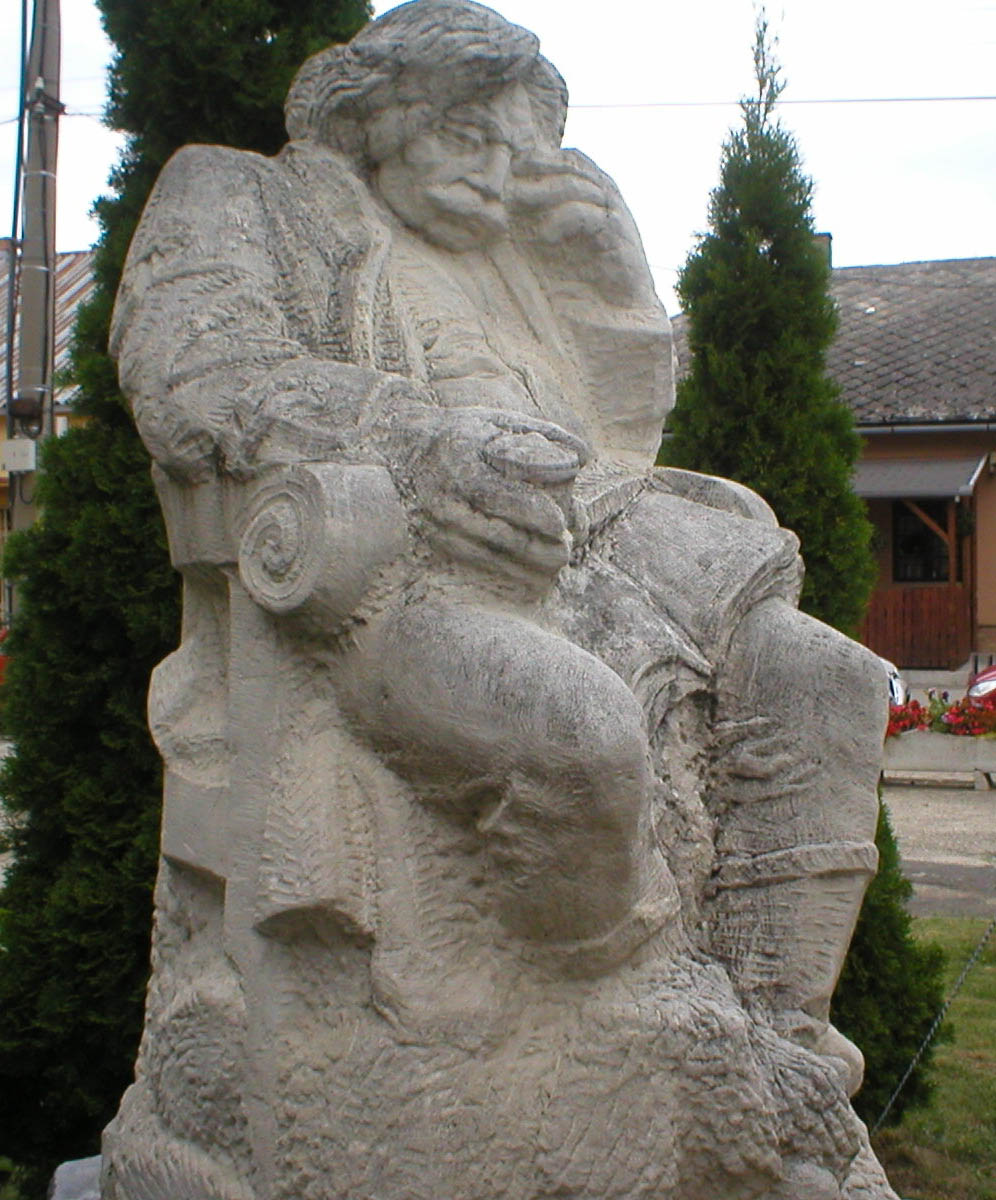
Pató Pál szobra Szőgyénben,
alkotója Nagy János, 1999

A Pató Pál Párt (P.P.P.) saját hitvallása szerint egy felülről lefelé építkező párt.

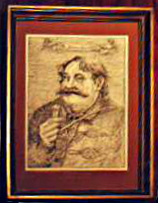
Pató Pál arcképe
Ponori Thewrewk Ádám Ajtony alkotása

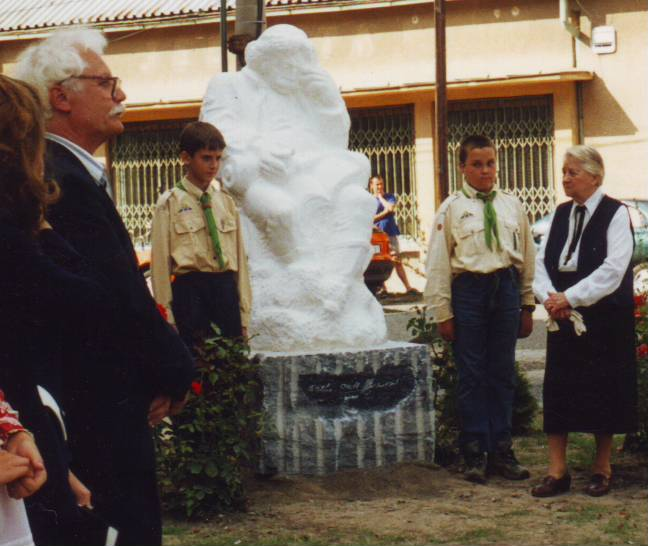
Pató Pál szobrának leleplezése
Balra az alkotó Nagy János áll

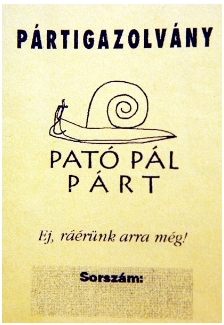
A Pató Pál Párt tagsági igazolványa

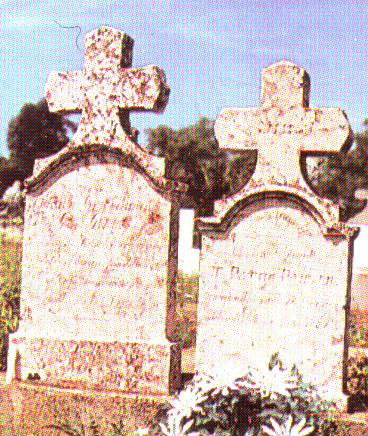
Pathó Páll és Wargha Örzsébet sírja

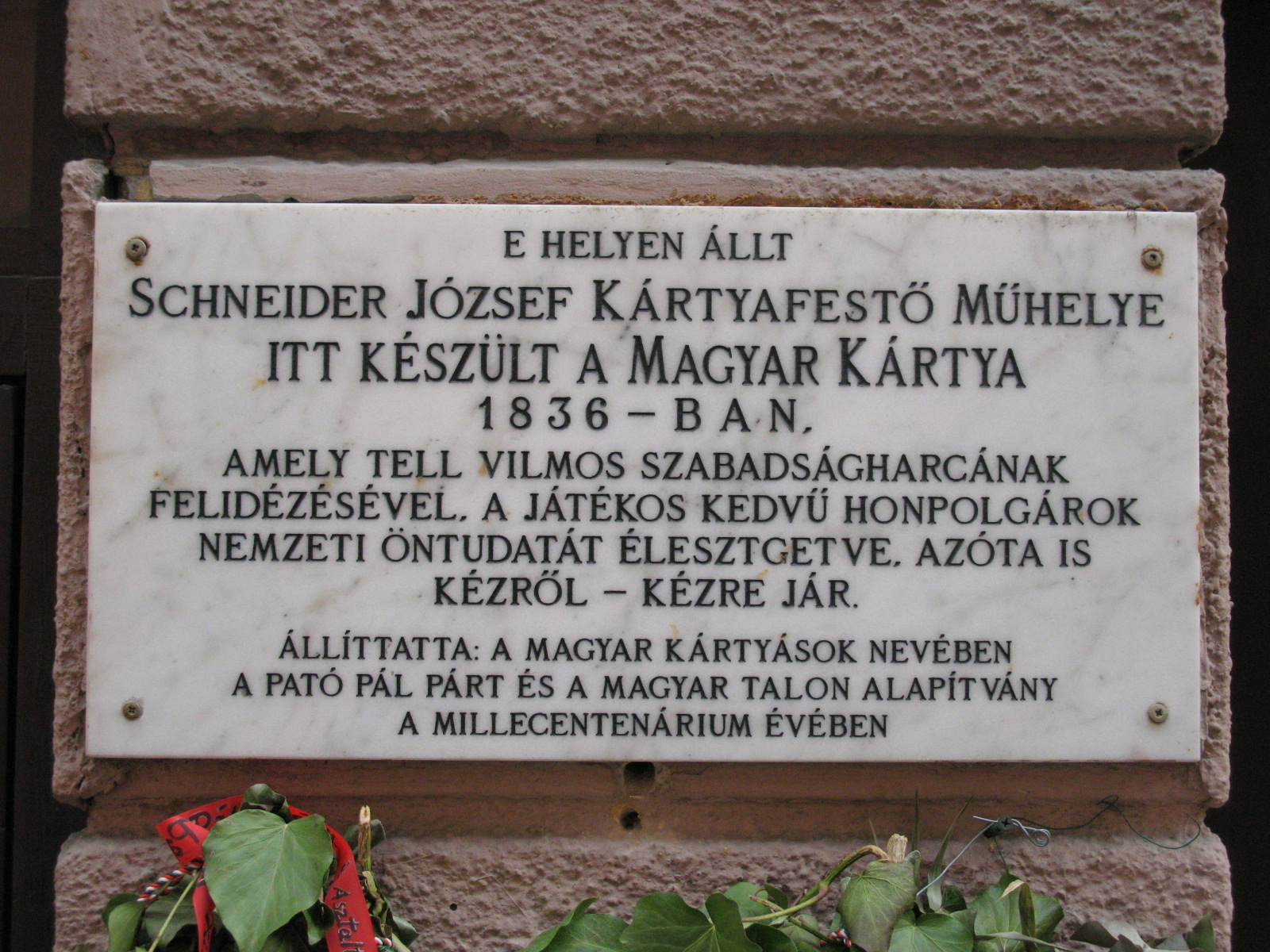
A magyar kártya emléktábla a Király utca és Kazinczy utca sarkánál, a Wichmann kocsma falán

A lustálkodás alapvető emberi jog!

## Története
A párt jogelődje az 1989. február 10-én Százhalombattán alakult Pató Pál Asztaltársaság. A Társaság létszáma a jegyzőkönyvvezetővel együtt három fő volt, mindannyian komlóiak. A baráti társaságok laza szövetségeként működő Pató Pál Asztaltársaság és a nem sokkal később a Komlón megszülető Oblomov-társaság lettek később a párttá vált mozgalom alappillérei.
Ezen szervezetek alapján 1999. január 1-jén alakult a mai párt. A P.P.P. egy szatirikus csoportosulás, mely a párttá válás sikertelen harcát vívja. A Legfelsőbb Bíróság indoklása szerint demoralizáló és destruktív az alapszabályuk, ironikus, szatirikus valamint közösségellenes a ténykedésük. Bera István elnök önkritikája szerint, ha három szóval kellene jellemezni a pártját, és mindazt, amit képviselnek, akkor a P.P.P. nem más, mint politikai pártok paródiája.
A párt névadója Pató Pál kisnemes, akit Petőfi Sándor költeményéből ismerhetünk.
A Magyar Talon Alapítvánnyal közösen felkutatták Schneider József kártyafestő műhelyének helyét, és 1996-ban emléktáblát helyeztek el a Kazinczy utca 55. számú ház falára az Erzsébetvárosban, ahol Wichmann Tamás vendéglője működött 2018 júliusáig.

### Nemzetközi kapcsolatok
- Az orosz Oblomov Párttal nagyon élénk kapcsolatot ápolnak.
- A japán Ohara Soszuke Párt képviselője, Takenori Kambe úr pártját a P.P.P. ihlette. Járt Szőgyénben, és pipacsot helyezett el Pató Pál sírjára.

### Nemzetközi példák
- Jaroslav Hašek az 1920-as években megalakította a Lassú Haladás a Törvényes Határokon Belül nevű pártot, zsebakváriumot ígérve azoknak, akik rászavaznak.
- Jacob Haugaard dán színész, bohóc, aki 1979-től pályázott a dán parlament képviselői székére, míg aztán 23 253 szavazattal nyert 1994-ben. 1998-ig hivatalban maradt. Választási programjában a következő ígéretetek szerepeltek: több szexet az iskolákba, jobb hátszelet a biciklistáknak, jobb időjárást, több napsütést a népnek.

## Magyar példák, követők
- Magyar Kétfarkú Kutya Párt

## A párt főbb célkitűzései
- A legfontosabb célkitűzés Pató Pál eszmei örökségének ápolása.
- A P.P.P. eszmerendszere legismertebb alakjának, Ilja Iljics Oblomovnak magyarországi kultuszát elősegítő támogatás.
- A lustálkodási jog kiharcolása.
- A passzív rezisztencia lassú feloldása s a fontolva haladás, túlélés, szerelem, ágyban, párnák közt halni meg.
- Álmodozás „régi dicsőségünk”-ről, a bor és a sör békés egymás mellett élésének hirdetése.
- A magyar írott nyelvben az ly megőrzése.
- Az ideális társadalom utáni vágyakozás megőrzése, amely a Kert-Magyarország, a dzsentri életmód és a kávéházi szocializmus harmóniáján alapszik.

## Szervezeti felépítés
- A párt legfőbb szerve a Közgyűlés.
- A pártot az elnök (Főpohárnok) képviseli.
- A párt ügyintéző-szerve a háromtagú Központi Illuminátus. Feladata a párt akcióinak, programjainak, dokumentumainak előkészítése, a választási kampány szervezése és a tagnyilvántartás.
- A párt sugalmazó szerve a Transzcendens Satrapák Tanácsa. Tagjai: az elnök, a főtitkár és az Etikai Bizottság elnöke. Feladata sugalmazás, kapcsolattartás földön kívüli és szellemi lényekkel, transzcendens információk közvetítése a párt tagság, a szimpatizánsok és a választók felé.
- Az Etikai Bizottság feladata a párt belső etikai és fegyelmi ügyeinek kivizsgálása és elbírálása.

A Közgyűlés 5 évenként titkos szavazással megválasztja az elnököt (Főpohárnok), aki a párt hivatalos képviselője, a főtitkárt (Nagy Organizátor), aki egyben a Központi Illuminátus vezetője is, a Központi Illuminátus két tagját, az Etikai Bizottság elnökét (a Jóság Különös Dadája) és az Etikai Bizottság két tagját.

## Tisztségviselők
- Elnök úr: Bera István
- Főtitkár legfőbb ideológus: Schreiber László úr
- Csipkerózsika Nőegylet Elnökasszonya: Beráné Sziládi Xénia
- A Pártarchívum Főigazgatóhelyettes ura: Ponori Thewrewk Ádám Ajtony[5]

## A párt ünnepei

### Gyásznapok
- Április 28. - 1855. április 28-án hunyt el Pató Pál. Ezen a napon a párt aktivistái megszervezték a munka ritualisztikus temetését, a napot 2005-től mint a Munkamánia Áldozatainak Napjaként tartják nyilván a párt naptárában.[6]
- Augusztus 18. - Pató Pál felesége, Wargha Örzsébet halálának napja.

### Örömnapok
- November 7. - A Fel nem kelés napja. Ezen napon írta Petőfi Sándor Pató Pál úrról híres versét, valamint szintén ezen a napon békét és szerelmet hirdetve bújt nagy nyilvánosság előtt ágyba 1969-ben John Lennon és Yoko Ono.
- December 29. - A Magyar Kártya Napja. Ezen a napon minden évben megkoszorúzzák a Király utca és Kazinczy utca sarkán elhelyezett márványtáblát, miszerint e helyütt nyomták 1836-ban az első pakli magyar kártyát.
- December 31. Pató Pál (Pathó Páll) 1793. december 31-én született.

## Főbb események
- Forradalom és szabadságharc hirdetése, forradalom a derű megteremtésére a Kárpát-medencében. 1995. november 7.
- Emléktábla avatás Szőgyénben Pató Pál házán.[7] 1995. november 7.
- Pató Pál szobrának felavatása Szőgyénben, 1999. augusztus 16.
- I. Pató Pál Fesztivál, Szőgyén, 2008. augusztus 5.
- II. Pató Pál Fesztivál, Szőgyén, 2009. július 17-19.

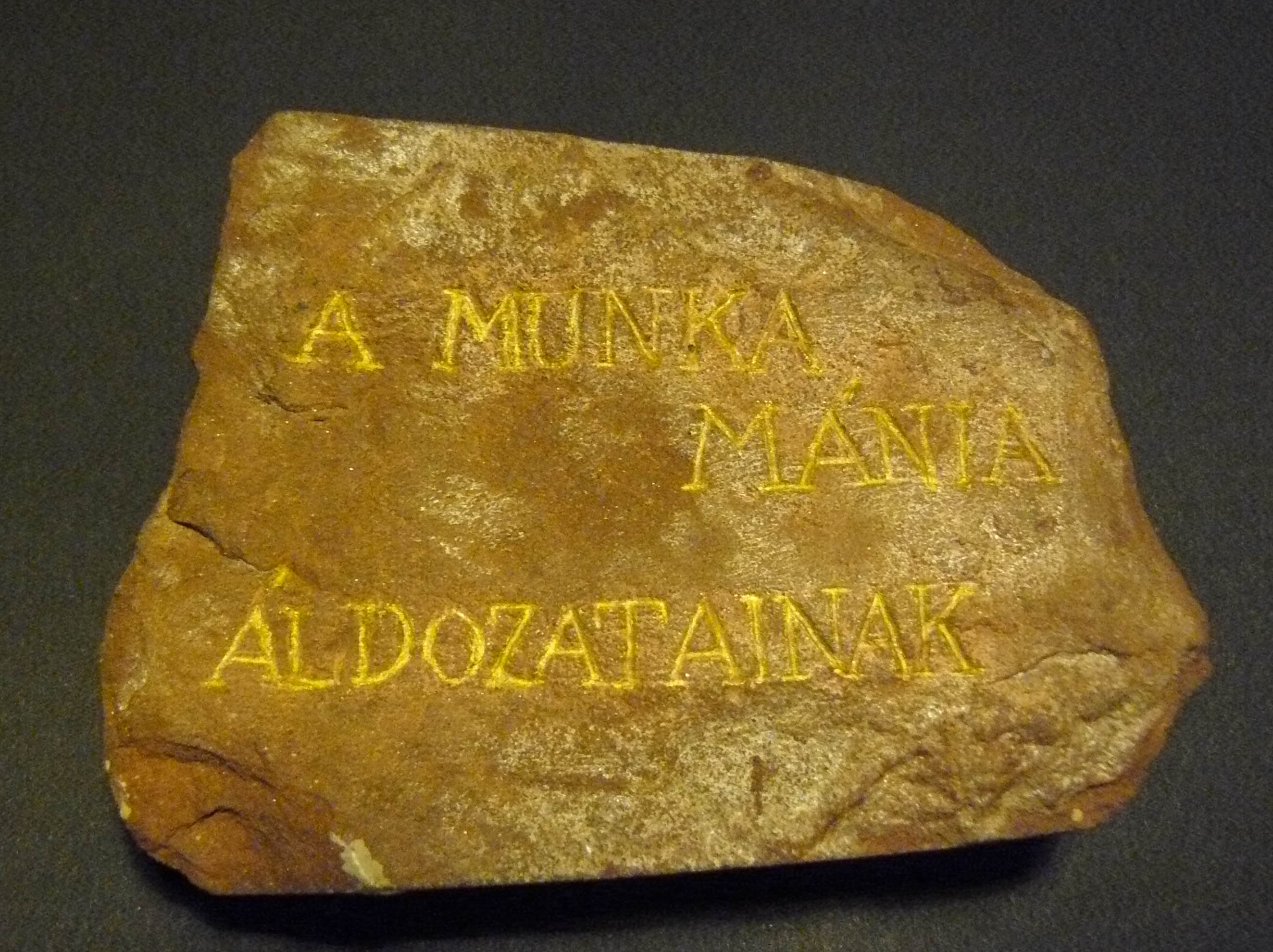
A Munkamánia Áldozatainak
Emlékköve

## Kultikus tárgyak
- Munkamánia Áldozatainak Emlékköve (súlya 18 dkg)[8]
- Pártzászló
- Pató Pál portréja
- A Magyar Kártya mint a haza és haladás jelképe.

## Publicisztika
- Harle Tamás: A derű destruktív forradalmárai (PHP). nol.hu. Népszabadság, 2005. június 2. [2010. június 4-i dátummal az eredetiből archiválva]. (Hozzáférés: 2009. július 19.)
- B. Kiss László: Új radikális erő a magyar politikai palettán (PHP). feol.hu. Fejér Megyei Hírlap, 2009. május 9.[halott link]
- Ünnepekkel kell kormányozni, 2008.08.17
- Devecseri Tamás: Magyarország a ,,Pató Pál Úr” országa (PHP). amerikai-magyar.blog.hu. Amerikai-Magyar, 2009. június 20.